# Еллсворт (містечко, Вісконсин)
Еллсворт (англ. Ellsworth) — місто (англ. town) в США, в окрузі Пієрс штату Вісконсин. Населення — 1121 особа (2020).

## Демографія
Згідно з переписом 2010 року, у місті мешкало 1146 осіб у 434 домогосподарствах у складі 333 родин. Було 454 помешкання
Расовий склад населення:
| - 98,3 % — білих - 0,3 % — корінних американців - 0,3 % — чорних або афроамериканців - 0,1 % — азіатів |

До двох чи більше рас належало 0,8 %. Частка іспаномовних становила 0,2 % від усіх жителів.
За віковим діапазоном населення розподілялося таким чином: 23,2 % — особи молодші 18 років, 67,9 % — особи у віці 18—64 років, 8,9 % — особи у віці 65 років та старші. Медіана віку мешканця становила 42,3 року. На 100 осіб жіночої статі у місті припадало 109,1 чоловіків;  на 100 жінок у віці від 18 років та старших — 109,5 чоловіків також старших 18 років.
Середній дохід на одне домашнє господарство  становив 88 277 доларів США (медіана — 90 000), а середній дохід на одну сім'ю — 98 943 долари (медіана — 97 014). Медіана доходів становила 62 019 доларів для чоловіків та 42 016 доларів для жінок. За межею бідності перебувало 7,2 % осіб, у тому числі 6,1 % дітей у віці до 18 років та 7,5 % осіб у віці 65 років та старших.
Цивільне працевлаштоване населення становило 669 осіб. Основні галузі зайнятості: виробництво — 19,0 %, освіта, охорона здоров'я та соціальна допомога — 18,5 %, роздрібна торгівля — 10,2 %, будівництво — 8,4 %.